# Iskitim
Iskitim (ros. Искитим) – miasto w obwodzie nowosybirskim w Rosji, zlokalizowane nad rzeką Berd ok. 50 km na południe od Nowosybirska.